# Magdeburger Bilderstreit
Der Magdeburger Bilderstreit (auch Magdeburger Gebetsstreit oder Sintenischer Bilderstreit) war eine theologische Auseinandersetzung zwischen evangelischen Rationalisten und evangelischen Pietisten in der Mitte des 19. Jahrhunderts.

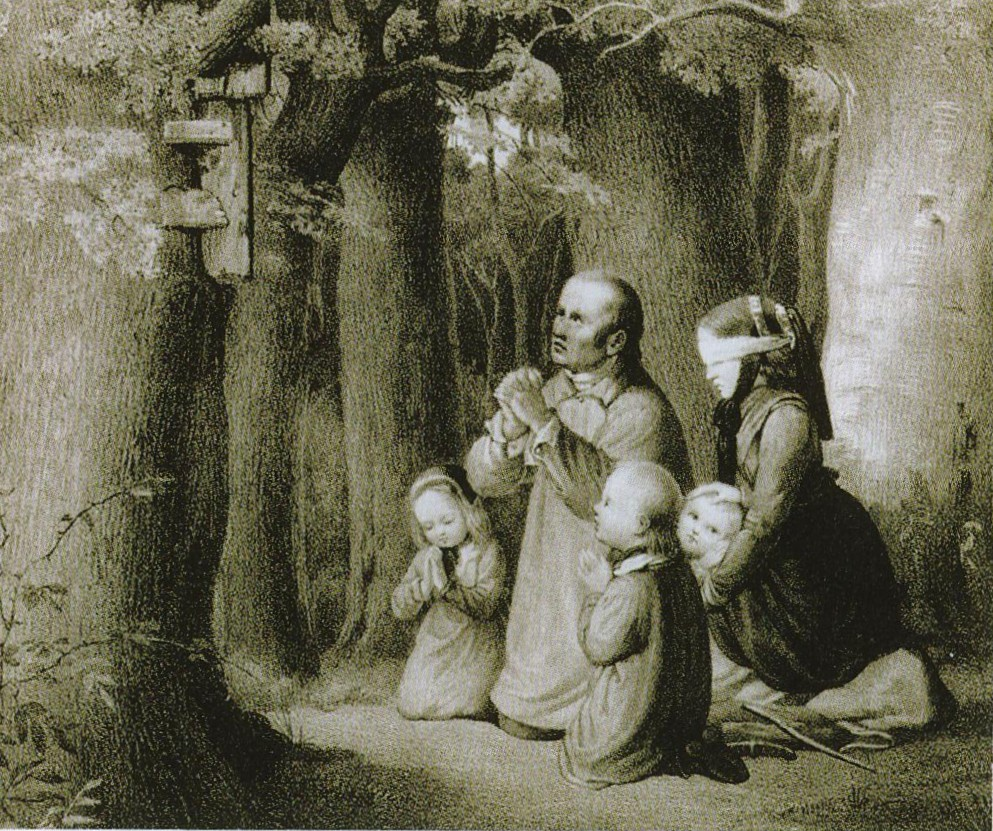
Betende Bauernfamilie im Walde

In der Magdeburgischen Zeitung wurde im Jahr 1840 ein sentimentales Gedicht Wilhelm Ribbecks über eine vom Magdeburger Kunstverein verbreitete Lithographie Betende Bauernfamilie im Walde veröffentlicht. In dem Gedicht wurde ein Gebet zum „lieben Heiland Jesus Christ,/ der aller Not Erbarmer ist“ empfohlen. Hiergegen bezog der Pfarrer der Magdeburger Heilig-Geist-Kirche, Wilhelm Franz Sintenis, öffentlich in einem Zeitungsartikel Stellung.
Für den Rationalisten Sintenis galt Jesus nicht als Sohn Gottes, sondern als prophetischer, aber normaler Mensch. Anbetungswürdig sei allein Gott. Ein Gebet zu Christus sei Aberglaube und unevangelisch.
Es folgte eine öffentlich geführte, zum Teil polemische Auseinandersetzung zwischen Rationalisten und Pietisten. Der Generalsuperintendent Bischof Bernhard Dräsecke sprach sich in einer Predigt im Magdeburger Dom für die Christusanbetung aus und stellte sich so auf die Seite der Pietisten. Er verlangte von Sintenis den Widerruf der geäußerten Auffassung. Da Sintenis sich weigerte, erhielt er zwei Rügen und einen schriftlichen Verweis. Letzterer war mit einem Publikationsverbot und der Androhung einer Amtsenthebung verbunden.
Dieses Vorgehen wurde von vielen als unangemessen empfunden. Die Kirchenältesten der Heilig-Geist-Kirche unter Leitung von Ämil Funk und die Mehrheit der Gemeinde protestierten. Der Magdeburger Oberbürgermeister August Wilhelm Francke sowie der städtische Magistrat intervenierten beim Kultusminister und sahen die „protestantische Lehrfreiheit“ bedroht. Auch überregional wurde das Verhalten der Amtskirche kontrovers diskutiert.
Als Folge des Bilderstreits schlossen sich rationalistische Geistliche der Region Magdeburg unter Führung Leberecht Uhlichs zur anfangs innerkirchlichen Oppositionsgruppe der Lichtfreunde zusammen. Die Lichtfreunde erlangten überregionale Bedeutung und wurden zu einem wichtigen Teil der bis heute bestehenden Freireligiösen Bewegung.